# Caius Avidius Heliodorus
Caius Avidius Heliodorus (fl. aut. 138-142) est un homme politique de l'Empire romain.

## Biographie
Il fut secrétaire ab epistulis sous Hadrien et préfet d'Égypte en 138-140.
Il épousa (Cassia), une nièce de Gaius Julius Alexander Berenicianus. Ils furent les parents de Avidius Cassius.